# Эртегюн, Ахмет
Ахме́т Эртегю́н (тур. Ahmet Ertegün, [ˈɑːmɛt ˈɛrtəgən], тур. [ahˈmet eɾteˈɟyn]; (18 (31) июля 1923 — 14 декабря 2006) — турецко-американский бизнесмен, музыкальный продюсер, основатель (в 1947 году вместе с Хербом Абрамсоном) лейбла звукозаписи Atlantic Records, внесший огромный вклад в историю современной музыкальной индустрии. Также на ранней стадии своей карьеры сам писал песни для артистов Atlantic Records, под псевдонимом Нугетре (Эртегюн в обратном порядке).
В 1987 году Ахмет Эртегюн был принят в Зал славы рок-н-ролла (в категории «Неисполнители»). Также он включён в Зал славы блюза (также как «неисполнитель»).

## Личная жизнь
Брат Ахмета — Несухи Эртегюн, тоже был занят в сфере музыкальной коммерции. Отец Ахмета — турецкий дипломат Мюнир Эртегюн.